# 接地常數
接地常數為一電信名詞，是指土壤的電氣相關參數，例如電導率、电容率及磁导率。 
接地常數會隨各地區的土壤化學成份以及密度而不同。若是在探討電磁波的傳遞，例如由地表傳播的表面波，這些參數也會隨方向及頻率而不同。